# Février 1980

## Événements
- Révolte en Assam. Le gouvernement de New Delhi organise des élections dans cet État instable. La campagne électorale se solde par plus de 4000 morts : le boycott est quasi total mais le Parti du Congrès est vainqueur. De nombreux journalistes considèrent que le scrutin a été fraudé.

- 2 février : discours de Monseigneur Oscar Arnulfo Romero, archevêque de San Salvador à l'Université de Louvain[1].

- 17 février : arrivée du Rallye de Suède.

- 18 février : Edward Babiuch devient premier ministre de la république populaire de Pologne.

- 20 février : Enlèvement du journaliste libanais Salim Lawzi

- 26 février : rétablissement des relations diplomatiques entre Israël et l'Égypte.

## Naissances
- 2 février :
  - Florent Balmont, footballeur français.
  - Cyril Garnier, humoriste français.
- 5 février : 
  - Kamel le Magicien, humoriste et magicien français.
  - Hakki Akdeniz, restaurateur, chef d'entreprise et philanthrope américain.
- 7 février : Dalibor Bagarić, basketteur croate.
- 8 février : Catherine Meurisse, dessinatrice de presse, illustratrice, scénariste et dessinatrice de bandes dessinées française.
- 9 février : Dansa Kourouma, Président du conseil national de la transition guinéen.
- 10 février : Gordon D'Arcy, joueur de rugby irlandais.
- 12 février :
  - Christina Ricci, actrice américaine.
  - Juan Carlos Ferrero, joueur de tennis espagnol.
- 13 février : Louise Stephanie Zeh, judokate camerounaise.
- 16 février : Géraldine Nakache, actrice et réalisatrice française.
- 18 février : Regina Spektor, musicienne américaine.
- 19 février : Steevy Boulay, chroniqueur télé et radio français.
- 21 février : Jigme Khesar Wangchuck, roi du Bhoutan depuis 2006.
- 24 février : Lamine Lezghad, humoriste français.
- 27 février : Bezalel Smotrich, homme politique israélien.
- 28 février :
  - Sigurd Pettersen, sauteur à ski norvégien.
  - Javier Castaño, matador espagnol.
- 29 février : Laurent Louis, homme politique belge.

## Décès
- 2 février : Joseph Fontanet, homme politique français (° 9 février 1921).
- 13 février : 
  - Marian Rejewski, cryptologue polonais (° 16 août 1905).
  - David Janssen, acteur et compositeur américain (° 27 mars 1931).
- 14 février : Marie Besnard, bonne dame de Loudun.
- 17 février : Graham Sutherland, artiste britannique (° 24 août 1903).
- 19 février : Bon Scott (Ronald Belford de son vrai nom), chanteur du groupe AC/DC (° 9 juillet 1946).
- 22 février : Oskar Kokoschka, peintre autrichien.
- 23 février : Hans Hüttig, officier SS (° 5 avril 1894).
- 27 février : George Tobias, acteur américain (° 14 juillet 1901).
- 28 février : Jadwiga Jędrzejowska, joueuse de tennis polonaise.
- 29 février : Gil Elvgren, artiste américain.